# Thorkild Olesen
Thorkild Olesen (født 30. juli 1970 i Ringkøbing) er formand for Danske Handicaporganisationer (DH). 
Thorkild Olesen er cand.mag. i historie og religionsvidenskab fra Aarhus Universitet. Han blev født med grøn stær og har hele livet haft et synshandicap. Han blev blind som 21-årig i 1992. Han har været en del af den danske handicapbevægelse i mange år og startede i Dansk Blindesamfunds Ungdom som 18-årig, hvor han senere blev formand. 
Thorkild Olesen er også næstformand i Det Centrale Handicapråd og har tidligere været formand i Dansk Blindesamfund.